# Theodore Mavrogordato
Theodore Michel Mavrogordato (31 de julio de 1883 - 24 de agosto de 1941) fue un jugador de tenis británico activo durante las primeras décadas del siglo XX.

## Carrera
Mavrogordato representó a la Universidad de Oxford en los encuentros Oxford contra Cambridge de 1904 y 1905.
Disputó su primer torneo individual de Wimbledon en 1904, perdiendo en la primera ronda contra Frederick Payn. En 1907 alcanzó la final de la All England Plate, pero fue derrotado por George Hillyard en dos sets seguidos. Su mejor logro en individuales en Wimbledon fue alcanzar las semifinales del torneo de All-Comers en tres ocasiones. La primera vez fue en 1909, cuando perdió en cuatro sets contra Major Ritchie. Su segunda semifinal llegó en 1914, perdiendo en sets corridos ante el alemán Otto Froitzheim. Su última semifinal fue en 1920, once años después de la primera, luego de vencer al dos veces campeón del US Championship, R. Norris Williams, en los cuartos de final. Esta vez el japonés Zenzo Shimizu resultó ser demasiado fuerte. En los años siguientes, participó regularmente en Wimbledon hasta su última aparición en 1928.
Participó en los Juegos Olímpicos de 1912 en Estocolmo y compitió en el torneo de pista cubierta. En el evento de dobles mixtos alcanzó la segunda ronda con su pareja, y futura esposa, Mabel Parton. En los eventos individuales y de dobles masculinos perdió en la primera ronda.Mavrogordato representó al equipo británico de la Copa Davis en 1914 y ganó todos sus partidos individuales en cuartos y semifinales. En la final contra Australasia, solo disputó el partido de dobles junto a su compañero James Cecil Parke, el cual perdieron contra Norman Brookes y Anthony Wilding. En 1919, después de la Primera Guerra Mundial, jugó en las semifinales contra Sudáfrica y ganó su partido individual contra Louis Raymond. Perdió su segundo partido, un partido sin importancia, contra George Dodd.
Entre 1905 y 1913 ganó cinco títulos en el Welsh Covered Court Championships. En 1909, Mavrogordato ganó el Campeonato Escocés.En 1912 alcanzó la final del Campeonato del Norte en Liverpool, donde perdió ante J.C. Parke, pero ganó el Campeonato del Norte en 1914 y nuevamente en 1924, a la edad de 42 años.En octubre de 1912 ganó el título individual del Campeonato de Pista Cubierta de Londres derrotando a Ritchie en la final.En 1914 ganó el título de dobles en el British Covered Court Championships. Junto con P.M. Davson derrotaron a P. Hicks y W. Ingram en la final. Siete años después, en 1921, volvió a ganar el título de dobles, esta vez haciendo pareja con P.M. Davson.
En octubre de 1919 ganó el título individual del Campeonato de Pista Cubierta de Londres derrotando a Nicolae Mișu de Rumania en la final.Mavrogordato fue clasificado como el número 9 del mundo en 1914 por la revista Lawn Tennis and Badminton y como el número 8 en 1921 por Bill Tilden.Durante la Primera Guerra Mundial, Mavrogordato sirvió en el Cuerpo de Servicio del Ejército y alcanzó el rango de capitán y luego mayor. Desde 1928 hasta su fallecimiento en 1941, fue presidente de la compañía All England Lawn Tennis Ground.

### Estilo de juego
En su libro The Art of Lawn Tennis, Bill Tilden describe el estilo de juego de Mavrogordato: "Su juego es personificación de la constancia. Coloca su saque en la cancha al final de un balanceo prodigioso que termina en un toque. Va donde él quiere. Sus golpes de fondo son finos, en espléndida forma, muy precisos y notablemente rápidos con tan poco esfuerzo. Mavro no es lo suficientemente grande como para golpear fuerte, pero debido a su notable movimiento de pies, cubre un territorio muy grande en un espacio de tiempo sorprendentemente corto. Su trabajo con la raqueta es un deleite para un estudiante de la forma ortodoxa. Su volea es precisa, constante, bien ubicada pero defensiva. No tiene velocidad ni potencia en su volea. Su smash es tan constante que es único. Es tan pequeño que parece que cualquiera podría lobearlo, pero su velocidad de pies es tan grande que siempre llega con su raqueta y la devuelve profunda. Mavro convierte la defensa en ataque al devolver la pelota tantas veces que su oponente se cansa de golpearla y toma riesgos innecesarios. Su precisión es tan grande que compensa su falta de velocidad. Su juicio es sólido pero no brillante. Es un jugador trabajador y consciente que merece su éxito."